# ضريح بيربكران
ضريح بيربکران (بالفارسية: آرامگاه پیربکران) هي ضريح تاريخية تعود إلى الدولة الإلخانية، وتقع في مقاطعة فلاورجان.